# Puente Mariano Ospina Pérez (Girardot)
El puente Ospina Pérez es un puente colgante que cruza el río Magdalena, conectando los departamentos de Tolima y Cundinamarca a la altura de las ciudades de Girardot y Flandes. El puente fue inaugurado por el presidente Mariano Ospina Pérez el 5 de enero de 1950 y por eso lleva su nombre.
Desde su construcción hasta que se abriera la variante de Carmen de Apicalá, todo el tráfico de Bogotá hacia el sur-oriente del país pasaba por este puente. Sin embargo en la actualidad, sigue siendo ruta de los viajeros que provienen del departamento del Tolima y los departamentos del sur del país con destino a la ciudad, a sus alrededores y a la capital, razón por la que largos embotellamientos son frecuentes los fines de semana, puentes festivos y en época vacacional en general.
Es un puente colgante con los cables anclados a tierra, con dos torres metálicas sustentadas en tierra y con un tablero en celosía metálica reforzada en concreto. Varias péndolas verticales transfieren las cargas del tablero hacia los cables que a su vez se sostienen de las dos torres.

## Galería de imágenes

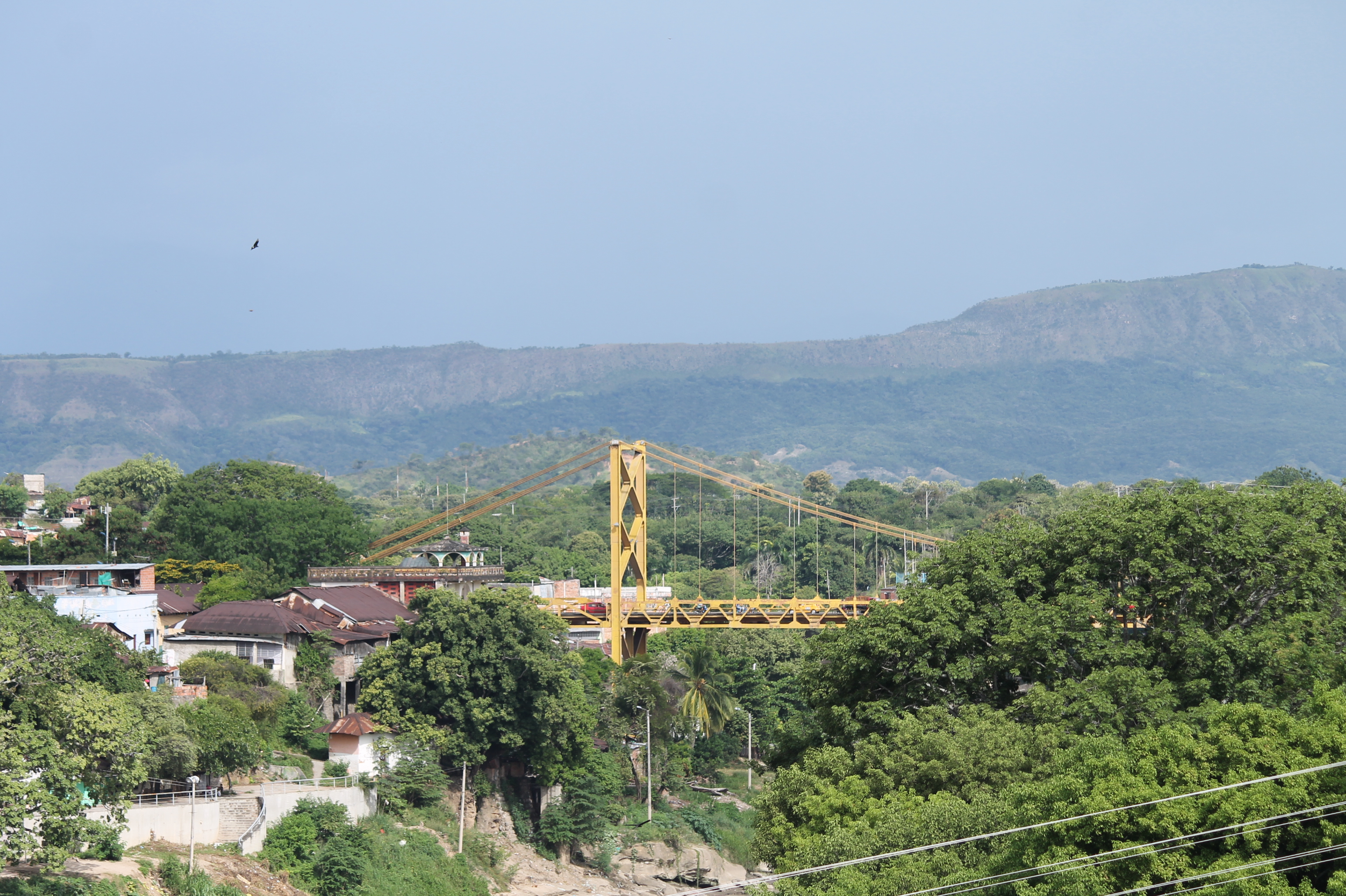
Puente Ospina en Girardot
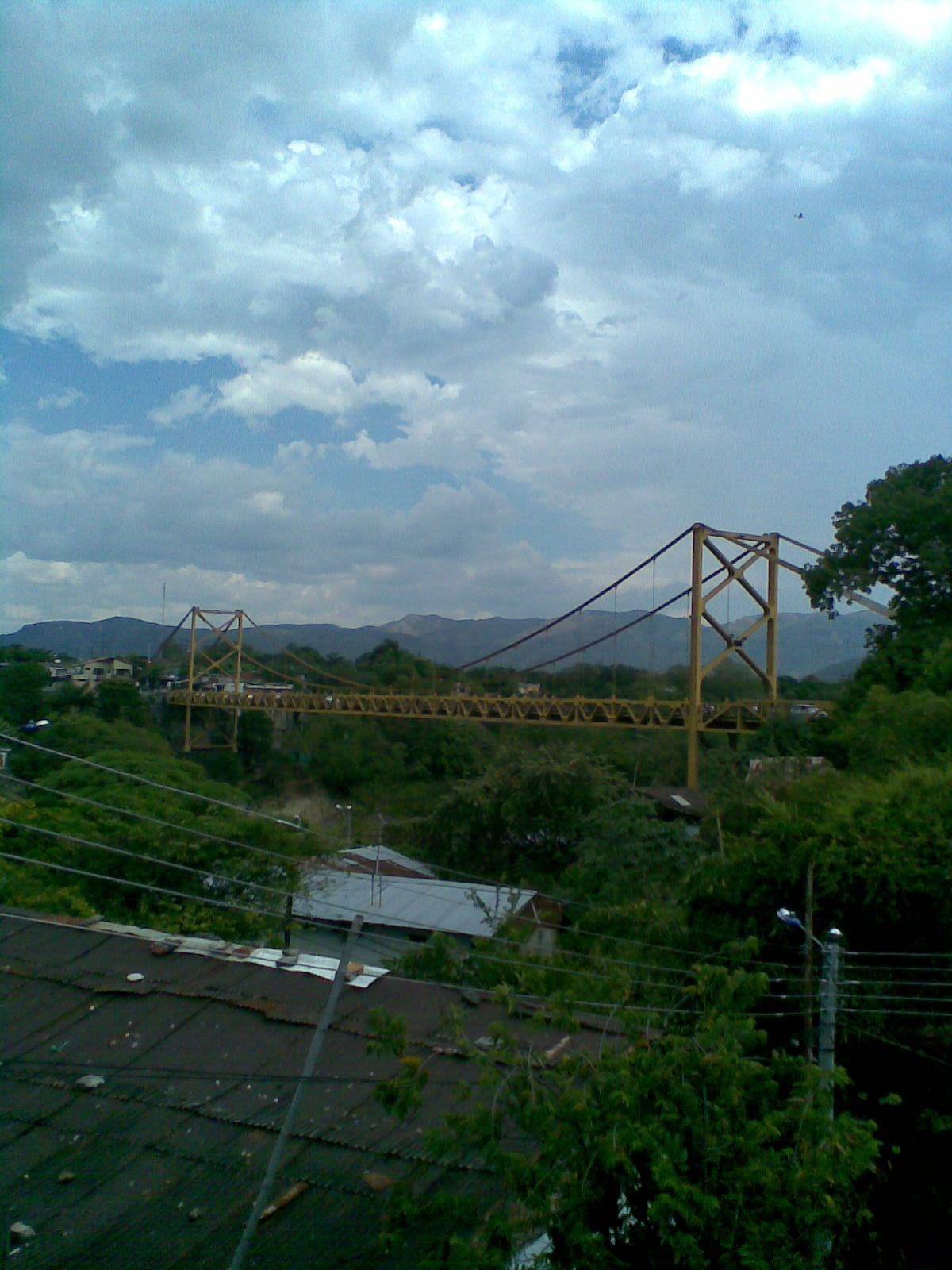
Vista desde Girardot